# Observations sur la « Lettre sur l’homme et ses rapports »
Les Observations sur la « Lettre sur l’homme et ses rapports » est le titre attribué a posteriori aux notes rédigées en 1773 par Denis Diderot au cours de sa lecture de la Lettre sur l'homme et ses rapports de François Hemsterhuis.
Lors de son séjour dans les Provinces-Unies en 1773, Diderot rencontre François Hemsterhuis, auteur, en 1772, d'une Lettre sur l'homme et ses rapports. L'auteur en confie un exemplaire à Diderot pour qu'il le commente ; Diderot porta 364 remarques sur des feuilles intercalaires et dans les marges même du volume. Celui-ci, unique, ne sera retrouvé qu'au début des années 1960, aux États-Unis, par Georges May qui le publie en 1964.
Comme cet ensemble de notes ne constituait pas à proprement parler une œuvre dans l'esprit de leur auteur, il ne portait pas de titre. Nous avons retenu ici celui de l'édition de référence des Œuvres complètes de Diderot (dite DPV, Paris, Hermann, 2004) mais l'on rencontre parfois les variantes Observations sur Hemsterhuis ou Réfutation d'Hemsterhuis.

## Éditions
- Lettre sur l’homme et ses rapports, avec le commentaire inédit de Diderot, pub. p. G. May, New Haven et Paris, 1964.
- Diderot : Observations sur la « Lettre sur l’homme et ses rapports » de Hemsterhuis, pub. p. Gerhardt Stenger, dans Diderot : Œuvres complètes, t. XXIV, Paris, Hermann, 2004, p. 215-419. Note critique : Georges Benrekassa, Recherches sur Diderot et sur l'Encyclopédie, numéro 43, (en ligne)